# Internacionales de Francia 2019
Internacionales de Francia de 2019 fue una competición internacional de patinaje artístico sobre hielo, la tercera del Grand Prix de patinaje artístico sobre hielo —tras el Skate America de 2019 y el Skate Canada International 2019— de la temporada 2018-2019. Organizada por la Federación Francesa de Deportes sobre Hielo, tuvo lugar en Grenoble, entre el 1 y el 3 de noviembre de 2018. Se realizaron competiciones en las modalidades de patinaje individual masculino, femenino, patinaje en parejas y danza sobre hielo, y sirvió como clasificatorio para la Final del Grand Prix.

## Resultados

### Patinaje individual masculino
| Pos. | Nombre               | Total  | Programa corto | Programa corto | Programa libre | Programa libre |
| ---- | -------------------- | ------ | -------------- | -------------- | -------------- | -------------- |
| 1    | Nathan Chen          | 297.16 | 1              | 102.48         | 1              | 194.68         |
| 2    | Alexander Samarin    | 265.10 | 2              | 98.48          | 3              | 166.62         |
| 3    | Kévin Aymoz          | 254.64 | 3              | 82.50          | 2              | 172.14         |
| 4    | Morisi Kvitelashvili | 236.38 | 5              | 78.79          | 5              | 157.59         |
| 5    | Tomoki Hiwatashi     | 227.43 | 10             | 68.70          | 4              | 158.73         |

### Patinaje individual femenino
| Pos. | Nombre           | Total  | Programa corto | Programa corto | Programa libre | Programa libre |
| ---- | ---------------- | ------ | -------------- | -------------- | -------------- | -------------- |
| 1    | Alena Kostornaia | 236.00 | 1              | 76.55          | 1              | 159.45         |
| 2    | Alina Zagitova   | 216.06 | 2              | 74.24          | 3              | 141.82         |
| 3    | Mariah Bell      | 212.89 | 3              | 70.25          | 2              | 142.64         |
| 4    | Kaori Sakamoto   | 199.24 | 6              | 64.08          | 4              | 135.16         |
| 5    | Starr Andrews    | 180.54 | 4              | 66.59          | 5              | 113.95         |

### Patinaje en parejas

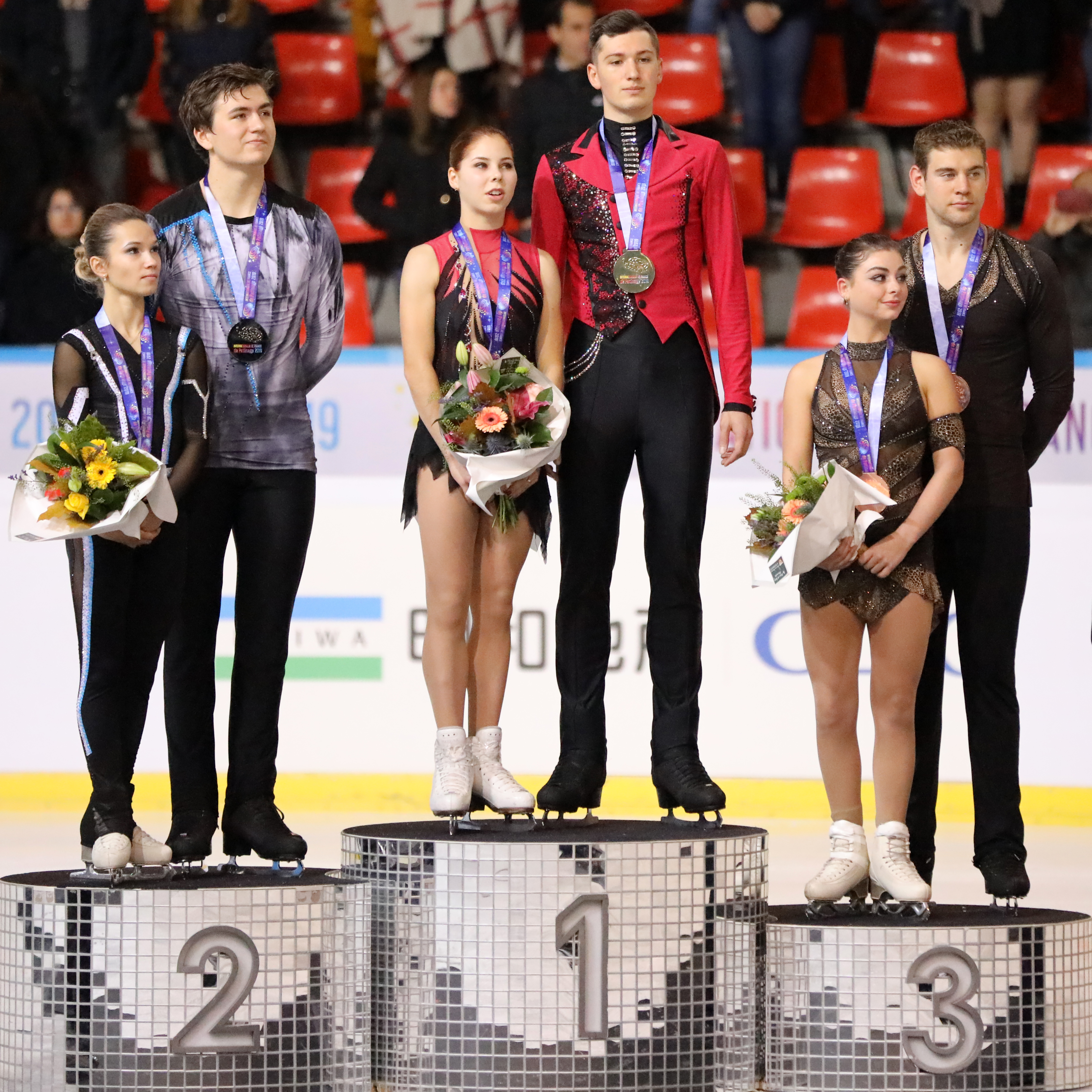
Parejas

| Pos. | Nombre                                  | Total  | Programa corto | Programa corto | Programa libre | Programa libre |
| ---- | --------------------------------------- | ------ | -------------- | -------------- | -------------- | -------------- |
| 1    | Anastasia Mishina / Aleksandr Galliamov | 207.58 | 2              | 73.77          | 1              | 133.81         |
| 2    | Daria Pavliuchenko / Denis Khodykin     | 206.56 | 1              | 76.59          | 3              | 129.97         |
| 3    | Haven Denney / Brandon Frazier          | 199.40 | 3              | 68.65          | 2              | 130.75         |
| 4    | Ashley Cain-Gribble / Timothy LeDuc     | 195.78 | 4              | 66.12          | 4              | 129.66         |
| 5    | Miriam Ziegler / Severin Kiefer         | 181.26 | 8              | 57.30          | 5              | 123.96         |

### Danza sobre hielo

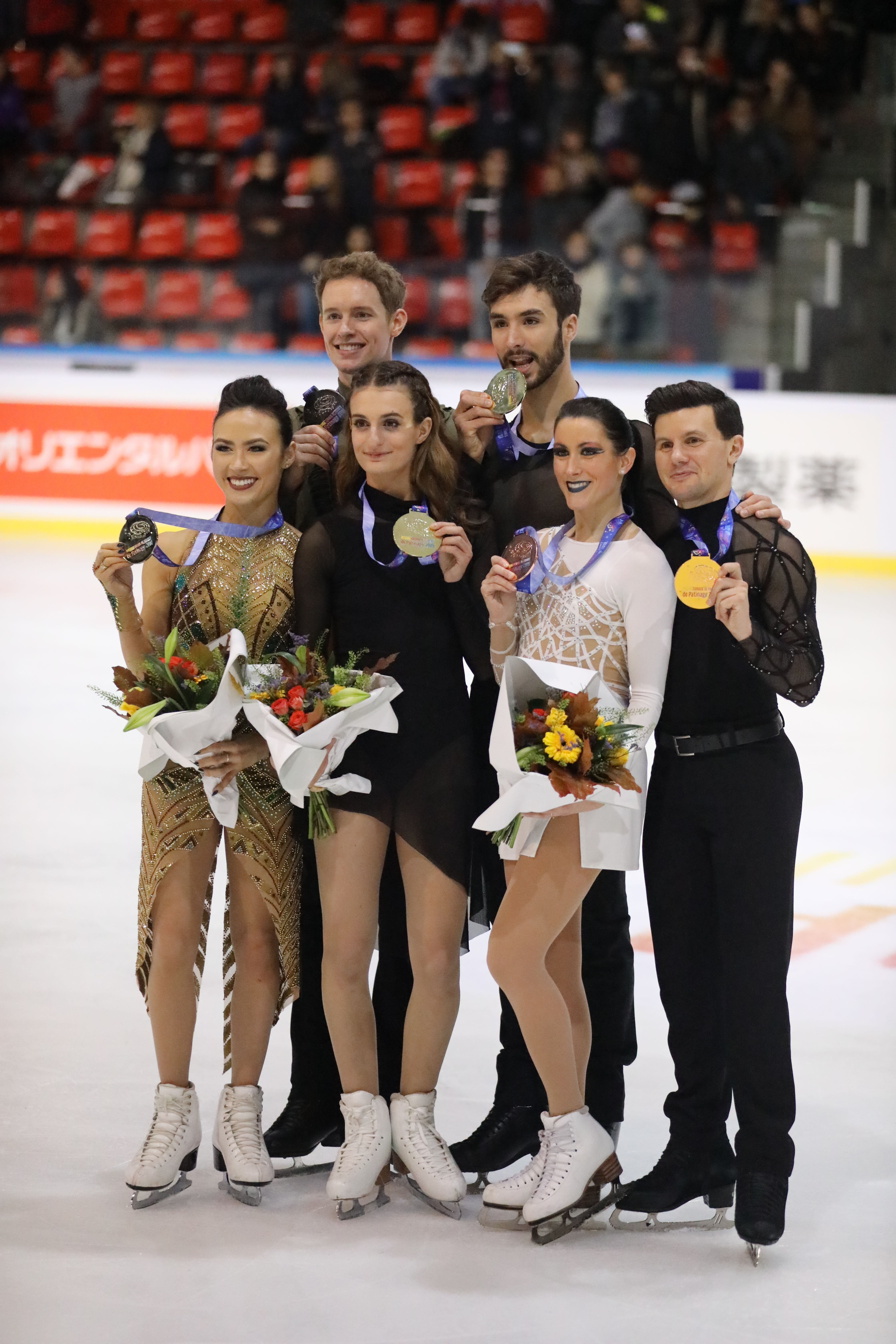

| Pos. | Nombre                                  | Total  | Programa corto | Programa corto | Programa libre | Programa libre |
| ---- | --------------------------------------- | ------ | -------------- | -------------- | -------------- | -------------- |
| 1    | Gabriella Papadakis / Guillaume Cizeron | 222.24 | 1              | 88.69          | 1              | 133.55         |
| 2    | Madison Chock / Evan Bates              | 204.84 | 2              | 80.69          | 2              | 124.15         |
| 3    | Charlène Guignard / Marco Fabbri        | 203.34 | 3              | 79.65          | 3              | 123.69         |
| 4    | Olivia Smart / Adrián Díaz              | 188.18 | 4              | 76.09          | 4              | 112.09         |
| 5    | Tiffany Zahorski / Jonathan Guerreiro   | 184.44 | 5              | 75.05          | 5              | 109.39         |